# Cocolitóforo
Os cocolitóforos ou cocolitoforídeos são algas marinhas fotoautotróficas geralmente unicelulares pertencentes ao clado Haptophyta. Elas fazem parte do fitoplâncton, podendo ser encontradas em grande número na zona eufótica das áreas mais temperadas dos oceanos.
Os cocolitóforos distinguem-se pelo fato de possuírem carapaças constituídas de carbonato de cálcio na forma de calcita. Suas carapaças, denominadas cocolitos ou cocólitos, são depositadas no fundo do mar após sua morte, sendo a estrutura do grupo que mais se preserva no registro fóssil. Estima-se que estes organismos sejam responsáveis pela deposição de cerca de 1,5 milhões de toneladas de calcita nos oceanos em cada ano.
Um dos representantes mais abundantes e conhecidos do grupo é a Emiliania huxleyi, que é estudada como um organismo modelo.

## Morfologia e anatomia
Os cocolitóforos apresentam carapaças ou escamas orgânicas, sendo que as escamas mais distais de seu periplasto são calcificadas e denominadas cocolitos (cuja dimensão é da ordem dos três micrômetros). Há aproximadamente 30 escamas por indivíduo, sendo que o conjunto de cocolitos que recobrem a alga é denominado cocolitosfera. Cocolitóforos também apresentam em geral dois cloroplastos dourados contendo clorofilas a e c. Uma exceção são alguns representantes de Papposphaeraceae e Ericiolus, que são heterotróficos.

### Escamas orgânicas
As escamas orgânicas são produzidas pelo Complexo de Golgi, podendo ser circulares ou elípticas e apresentar diversos tamanhos. A maior parte dos cocolitóforos apresentam estas escamas, com exceção de algumas fases de vida de Emiliania huxleyi e Umbilicosphaera foliosa. As escamas também podem ser encontradas próximos do flagelo de algumas formas móveis.

### Cocolitos
Classificação
Os cocolitos são classificados em heterococolitos, formados por cristais de tamanhos e formas variáveis, e homococolitos, formados por um único tipo de cristalito. Também existem os nanolitos, presentes apenas nas famílias Ceratolithaceae e Braarudosphaeraceae, sendo uma terceira forma de cocolito. Uma mesma célula pode apresentar um ou mais tipos de cocolitos, que podem estar organizados em uma ou mais camadas. Em Ochrosphaera neapolitana, os cocolitos podem se fundir, deixando de serem reconhecíveis individualmente. Considera-se que esta fusão transforma a célula desta espécie num cisto de resistência.
Formação de cocolitos
Emiliania huxleyi, ao contrário de outras espécies, produz mais cocolitos do que o necessário para se recobrir. As carapaças restantes podem passar a formar novas camadas ou se soltarem do organismo e serem depositadas no fundo do mar.
A formação de cocolitos é determinada pela luminosidade. Emiliania huxleyi, por exemplo, é capaz de produzir carapaças meia-hora após ser exposta a luz.
Funções
Cocolitos podem apresentar como funções a proteção contra microrganismos, flutuação na coluna de água, regulação de luminosidade e regulação metabólica de cálcio.

### Haptonema e flagelos
Assim como outras haptófitas, cocolitóforos apresentam um haptonema, um filamento associado a dois flagelos. No entanto, ele pode estar reduzido em gêneros como Pleurochrysis e Hymenomonas roseola. Esta estrutura apresenta a função de fixação no substrato e em membros de Chrysochromulina é usada para predação.

## Ciclo de vida
Os cocolitóforos podem se reproduzir assexuadamente através de fissão binária. A divisão celular ocorre dentro da cocolitosfera. Durante o processo, uma das células-filha mantém a cocolitosfera original, enquanto a segunda adquire uma nova.
Considera-se que cocolitóforos apresentam um ciclo haplo-diplobionte, apresentando reprodução sexuada e uma alternância de gerações entre formas diploides e haploides. As duas formas podem apresentar diferenças morfológicas. Por exemplo, Emiliania huxleyi apresenta três formas principais: uma forma haploide chamada S (“scaly”) e duas formas diploides, chamadas C (“coccolith-forming”) e N (“naked”). Destas, somente a forma C apresenta cocolitos, porém a forma haploide é recoberta por várias escamas orgânicas.

## Diversidade
Atualmente há aproximadamente 200 espécies registradas de cocolitóforos, apesar destas estarem em processo de revisão taxonômica. O grupo está dividido nas seguintes famílias:
Ordem Isochrysidales:
Família Noelaerhabdaceae (Emiliania, Gephyrocapsa)
Ordem Coccolithales:
Família Coccolithaceae (Coccolithus, Cruciplacolithus)
Família Calcidiscaceae (Calcidiscus, Umbilicosphaera)
Família Pleurochrysidaceae (Pleurochrysis)
Família Hymenomonadaceae (Hymenomonas, Ochrosphaera, Jomolithus)        
Família Papposphaeraceae (Pappomonas, Papposphaera, Wigwamma)
Família Ceratolithaceae (Ceratolithus)

## Distribuição e registro fóssil
Os cocolitóforos surgiram durante o final do Triássico (Carniano). Desde então, suas carapaças estiveram deixando um grande registro paleontológico, na forma de nanofósseis.
Atualmente cocolitóforos podem ser encontrados em todos os oceanos, estando mais concentrados no Atlântico Norte. Atualmente há florações destas algas em regiões como o Mar Negro, podendo ser vistas em imagens de satélites.

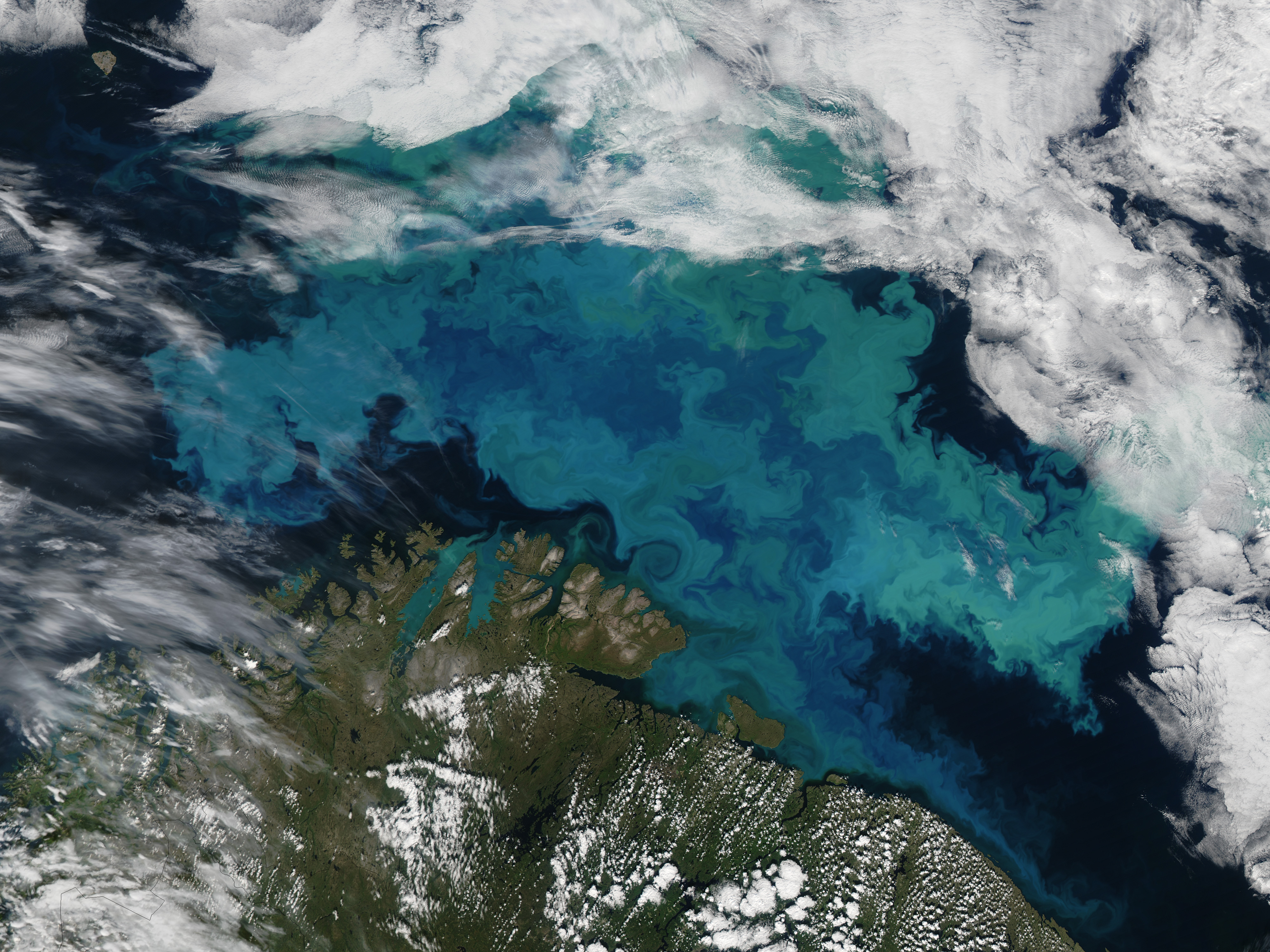
Floração de cocolitóforos no Mar de Barents

Cocolitóforos são marinhos, com exceção de uma espécie que é de água-doce.

## Ecologia

### Competição com outras algas
A abundância de Cocolitóforos nos oceanos é determinada pela competição destes com outras algas, como diatomáceas, cianobactérias e algas verdes (Chlorophyta). Ela também é determinada pela quantidade de luz e de nutrientes presentes na água, sendo que o fósforo é o principal fator determinante para o crescimento dos cocolitóforos.
Em regiões com grandes quantidades de luz e nutrientes, há um predomínio de diatomáceas, devido a sua alta taxa de crescimento. Por outro lado, regiões com escassez destes recursos são dominadas por cianobactérias, devido ao seu menor tamanho e maior eficiência metabólica. Os cocolitóforos são predominantes nas regiões de transição, com uma quantidade mediana de nutrientes.

### Infecção por coccolithovírus
Populações de Emiliania huxleyi são frequentemente infectadas por vírus gigantes da família dos Phycodnavirus (Emiliania huxleyi virus, ou EhV). No entanto, o vírus só é capaz de reconhecer as formas diploides da alga, uma vez que a forma haploide (forma S) apresenta uma grande quantidade de escamas orgânicas que impedem o vírus de entrar em contato com os receptores da célula. A infecção da forma diploide do cocolitóforo induz a população da alga a sofrer meiose e produzir formas resistentes a doença. Esta estratégia evolutiva é conhecida como "Gato de Cheshire".

### Dinâmica do carbono
Devido a formação de carbonato de cálcio nas suas carapaças e consequente deposição no fundo do mar, cocolitóforos são um importante assimilador do carbono do oceano, contribuindo para o equilíbrio deste elemento no mar e na atmosfera. Este sequestro do carbono também permite inferir informações de climas passados (paleoclimas).

### Interação com o sistema climático global
Atualmente, as florações de Emiliania huxleyi tem o potencial de afetar o sistema climático global, uma vez que elas afetam a passagem da luz do Sol nos oceanos devido a liberação de produtos derivados do dimetilsulfureto (DMS). Além disto, elas podem levar a um aumento ou a uma redução nas quantidades de CO2 na atmosfera, dependendo da dinâmica das reações de fotossíntese, respiração e calcificação das algas.
No entanto, seus reais efeitos no clima são de difíceis de mensurar, uma vez que é necessário se analisar uma série de fatores, como a abundância de cocolitóforos, o aquecimento da água, a posição das algas na coluna de água e as taxas de calcificação, deposição e redissolução de carapaças. Porém, é mais provável que as florações de cocolitóforos levem à remoção de CO2 da atmosfera, o que foi o caso de uma floração de Emiliania huxleyi no Mar do Norte.
Os cocolitóforos também estão sendo afetados pelo atual aquecimento global. A liberação de grandes quantidades de CO2 vindos de combustíveis fósseis esteve acidificando rapidamente os oceanos, o que pode levar a má-formação dos cocolitos e de cocolitosferas.